# Форте, Симоне
Симоне Форте (итал. Simone Forte; род. 20 января 1996, Рим) — итальянский легкоатлет, специалист по тройному прыжку. Выступает за сборную Италии по лёгкой атлетике с 2013 года, победитель и призёр первенств национального значения, участник ряда крупных международных турниров, в том числе чемпионата Европы в Берлине и чемпионата Европы в помещении в Глазго.

## Биография
Симоне Форте родился 20 января 1996 года в Риме.
Начал заниматься лёгкой атлетикой в возрасте 12 лет, проходил подготовку в столичных клубах Esercito Sport & Giovani, ACSI Campidoglio Palatino, Fiamme Gialle.
Впервые заявил о себе на международном уровне в сезоне 2013 года, когда вошёл в состав итальянской национальной сборной и выступил на юношеском мировом первенстве в Донецке, где в зачёте тройного прыжка с результатом 15,71 метра стал пятым.
В 2014 году на юниорском мировом первенстве в Юджине в той же дисциплине показал результат 15,31 метра и в финал не вышел.
В 2017 году с результатом 15,95 метра стал восьмым на молодёжном европейском первенстве в Быдгоще.
В 2018 году выиграл серебряную медаль на молодёжном средиземноморском чемпионате в Езоло (16,47), стартовал на чемпионате Европы в Берлине (16,35).
В 2019 году на зимнем чемпионате Италии в Анконе с личным рекордом 16,76 превзошёл всех соперников и завоевал золотую медаль. Позже представлял страну на чемпионате Европы в помещении в Глазго — с результатом 16,64 благополучно преодолел предварительный квалификационный этап, после чего в финале прыгнул на 15,54 метра и занял итоговое восьмое место.
В июне 2021 года на соревнованиях в Гроссето установил личный рекорд в тройном прыжке на открытом стадионе — 17,07 метра.